# NGC 6166
NGC 6166 (другие обозначения — UGC 10409, MCG 7-34-60, ZWG 224.39, VV 364, 3C 338, PGC 58265) — эллиптическая галактика (E) в созвездии Геркулес.
Этот объект входит в число перечисленных в оригинальной редакции «Нового общего каталога».
В галактике вспыхнула сверхновая SN 2009eu типа Ia, её пиковая видимая звездная величина составила 19,5.